# Hindersön
Hindersön est une île au nord-ouest de la baie de Botnie, dans l'archipel de Luleå en Suède.

## Situation
Hindersön est une ile de l'embouchure du fleuve Luleälven à Luleå.
Hindersön est l'une des plus grandes îles de l'archipel de Luleå.
Elle se trouve à environ 3 kilomètres à l'est du centre-ville de Luleå juste au sud de Lappön.
L'île comprend d'anciennes fermes et ports de pêche.
Le bâtiment scolaire et la résidence des enseignants ont été modernisés pour être utilisés pour des conférences et des logements locatifs.

## Environnement
Hindersön est composé de trois îles plus petites qui ont fusionné au fur et à mesure de l'élévation des terres suite au rebond post-glaciaire.
Les noms des trois îles sont conservés en Hindersön pour la partie centrale, Björkön pour la partie orientale et Gräsön pour la partie occidentale.
Hindersön est en grande partie couvert de forêts d'épicéas.
Il y a aussi des pinèdes et des zones sablonneuses ouvertes.
Les plantes plus petites comprennent les fraises des bois, les ronces et le muguet.
Des framboises arctiques, la rare primevère de Sibérie et une orchidée peuvent également être trouvées.
Il y a de petites plages de sable à la pointe nord de Holmberg et de la baie de Hanno.
La faune est typique de l'archipel de Luleå. Les lièvres sont communs.
Des balbuzards nichent sur l'île.

## Accès
En hiver, l'île est accessible par une route de glace longue de 15 kilomètres.
Elle s'étend de Hindersöstallarna sur le continent jusqu'aux îles de Hindersön, Stor-Brändön et Långön. Normalement, la route est ouverte de janvier à avril.
Des restrictions de poids des véhicules s'appliquent.
L'île abrie un petit port de plaisance.